# Affaire Jean-Marc Desperon
Pour un article plus général, voir Abus sexuels sur mineurs dans l'Église catholique en France.
L'affaire Jean-Marc Desperon est une affaire judiciaire de mœurs mettant en cause l'ancien prêtre Jean-Marc Desperon condamné à trois ans de prison pour avoir abusé sexuellement d’un enfant.

## Historique
Les agressions reprochées ont débuté en 1982 dans le diocèse de Lyon. Jean-Marc Desperon, après avoir été chef scout au Groupe Saint Luc dans les années 1970, est alors aumônier du collège-lycée Saint-Exupéry à Lyon. Il est déplacé vers le diocèse de Montauban en 1994, officiellement pour « se rapprocher de son père vieillissant pour le soigner ». En 2002 le diocèse de Lyon, dont Desperon dépend toujours et dont l’archevêque est alors le cardinal Philippe Barbarin, reçoit plusieurs lettres de victimes supposées du prêtre. Les lettres sont transmises à Montauban et c'est l'évêque de Montauban qui le sanctionne en lui interdisant d'exercer son ministère.
Au début d'avril 2016, une enquête préliminaire est ouverte par le parquet de Montauban contre Jean-Marc Desperon, à la suite de la plainte d’un parent qui l’accuse d’être un « gourou manipulateur » auprès de son fils. Lors de sa garde à vue il reconnait des attouchements sur mineur. Il est mis en examen le 23 avril 2016 pour agression sexuelle sur mineur.
Desperon est condamné en février 2019 à Montauban à trois ans de prison pour des agressions sexuelles sur son petit cousin. Il reconnait alors des « caresses sur le corps, les fesses, pouvant toucher le sexe ».